# アンドレイ・パリボク
アンドレイ・フセヴォロドヴィチ・パリボク（ロシア語: Андрей Всеволодович Парибок、英語: Andrei Vsevolodovich Paribok, 1952年9月4日 - ）は、ロシア生まれの東洋学者。古代インドの言語、哲学、パーリ語を専門とする。文献学博士（「パーリ語動詞のシステム」）。

## 経歴
1952年、レニングラード生まれ。レニングラード大学文学部で学び、1978年に東洋学科を卒業。在学中は、ゲオルギー・ゾグラフ、ウラジミール・エルマンの下で学んだ。2000年までロシア科学アカデミー東洋学研究所に勤務し、、2000年からサンクトペテルブルク大学で教鞭をとる。
パーリ語、サンスクリット語、ヒンディー語などの東洋の言語に精通し、特にパーリ語についてはロシアの第一人者である。
インド哲学や言語学、仏教について50の著作がある。また、パーリ語から「ミリンダ王の問い」を翻訳する他、フランス語、ドイツ語、サンスクリット語からロシア語への翻訳も行っている。